# Llista d'emperadors de la dinastia Han

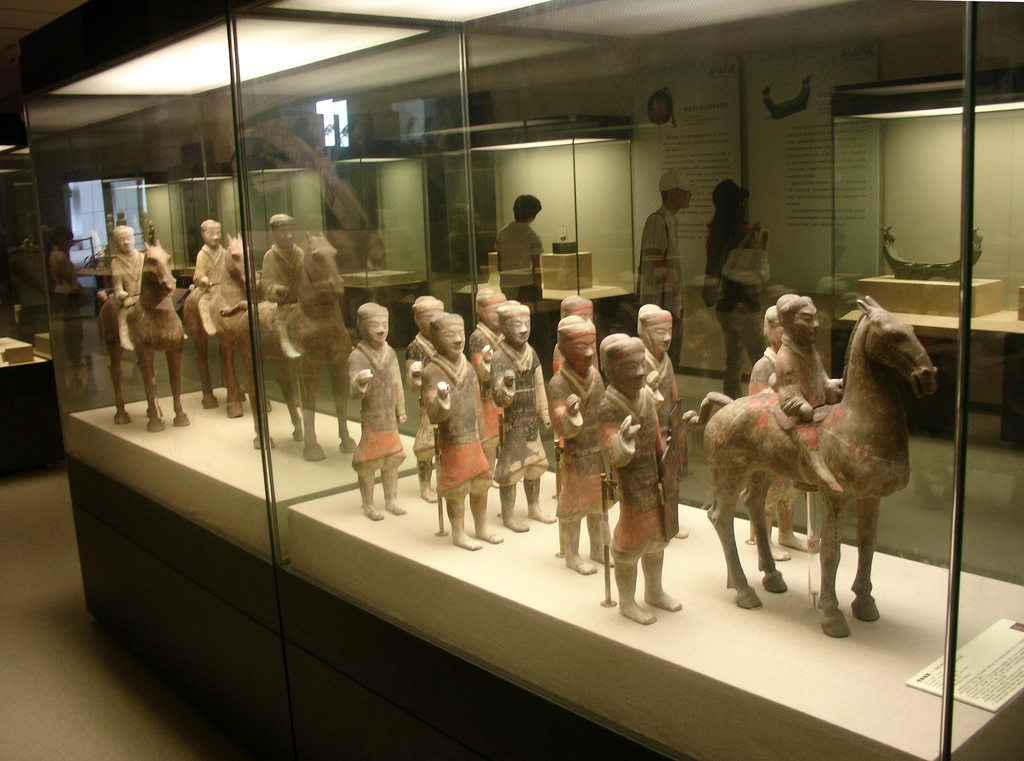
Miniatures de ceràmica d'infanteria (primer pla) i cavalleria (fons) dels Han Occidental; en el 1990, quan el complex de tombes de Emperador Jing de Han (r. 157–141 aEC) i la seva esposa l'Emperadriu Wang Zhi (d. 126 aEC) va ser excavat al sud de Yangling, més de 40.000 figures en miniatura de ceràmica van ser desenterrades. Tots elles eren d'un terç de mida natural, smaller than the 8,000-some fully life size soldiers of the Exèrcit de Terracota buried alongside the Primer Emperador de Qin. Més petites figuretes en miniatura, on average 60 centimeters (24 in) in height, have also been found in various royal Han tombs where they were placed to guard the deceased tomb occupants in their afterlife.

La dinastia Han (202 aEC – 220 EC) va ser la segona dinastia imperial de la Xina seguint a la dinastia Qin (221–206 aEC) i precedint l'era dels Tres Regnes (220–265 EC). Es divideix convencionalment entre els períodes de Han Occidental (202 aEC – 9 EC) i de Han Oriental (25–220 EC) i breument interrompuda per la dinastia Xin (9–23 EC) de l'anteriorment regent Wang Mang. A continuació es mostra una llista completa d'emperadors de la Dinastia Han, incloent els seus noms personals, a títol pòstum, i noms d'era. Exclosos d'aquesta llista en són els governants de facto tals com regents i emperadrius vídues.
La dinastia Han va ser fundada pel líder rebel i pagès Liu Bang, conegut a títol pòstum com a Emperador Gao (r. 202 –195 aEC) o Gaodi. L'emperador amb el regnat més llarg de la dinastia va ser l'Emperador Wu (r. 141–87 aEC), o Wudi, que va regnar durant 54 anys. Després que Wang Mang va ser enderrocat, Liu Xiu va restablir la dinastia Han i és conegut a títol pòstum com l'Emperador Guangwu (r. 25–57 EC), o Guang Wudi. L'últim emperador Han, l'Emperador Xian (r. 189–220 EC), era més o menys un monarca titella del Canceller Cao Cao (155–220 EC), que va dominar la cort i va ser fet Rei de Wei. En el 220 EC, el fill de Cao, Pi, va usurpar el tron com a Emperador Wen de Wei (r. 220–226 EC) i va posar fi a la dinastia Han
L'emperador era el cap suprem del govern. Ell nomenava a tots els alts funcionaris en els nivells d'administració central, provincial, de comandància, i comtal. També va funcionar com un legislador, el més alt jutge del tribunal, el comandant en cap de les forces armades, i el gran sacerdot dels cultes religiosos patrocinats per l'Estat.

## Convencions de noms

### De rei a emperador

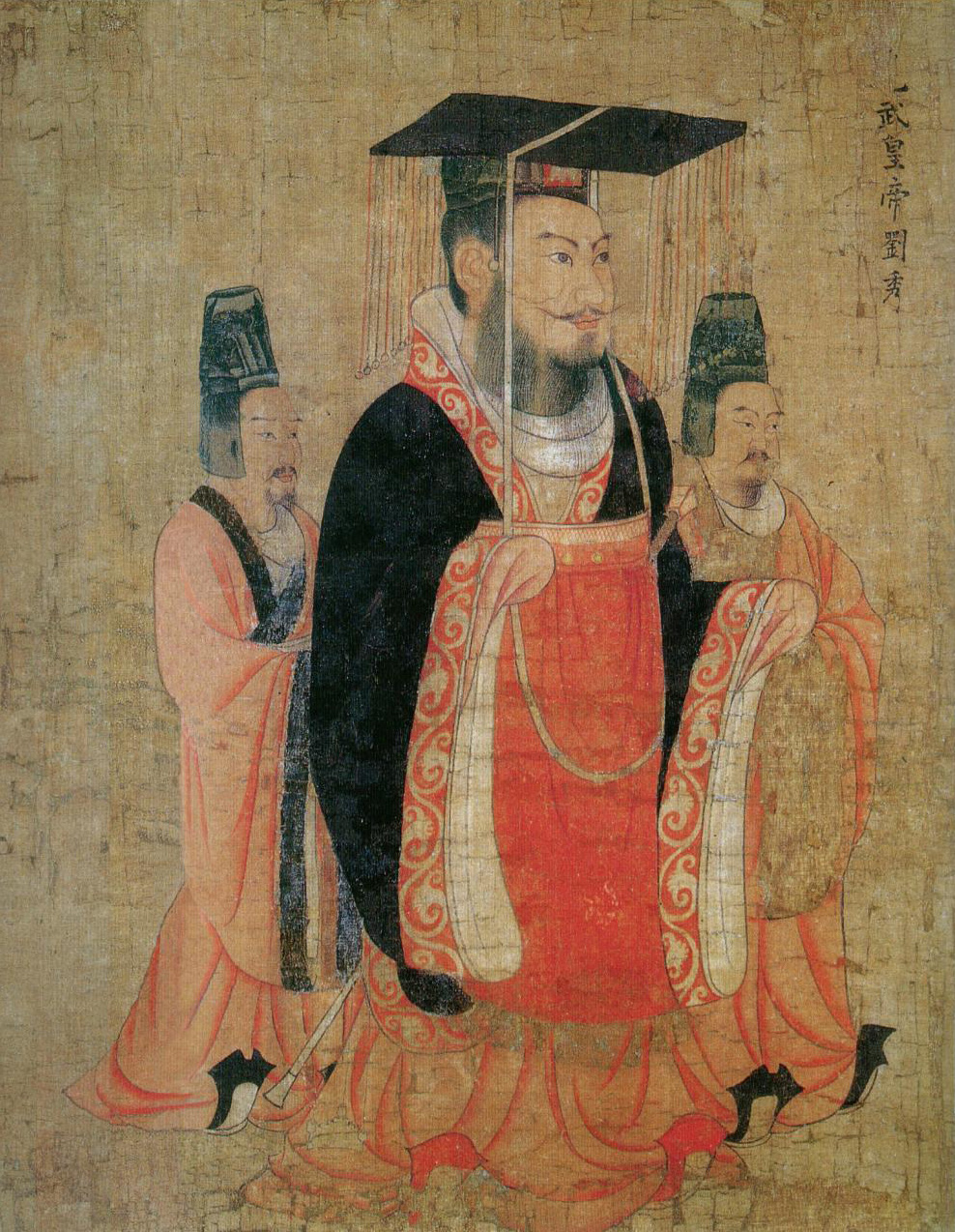
Emperador Guangwu de Han (r. 25–57 EC), com és representat per l'artista de Tang Yan Liben (600–673 EC)

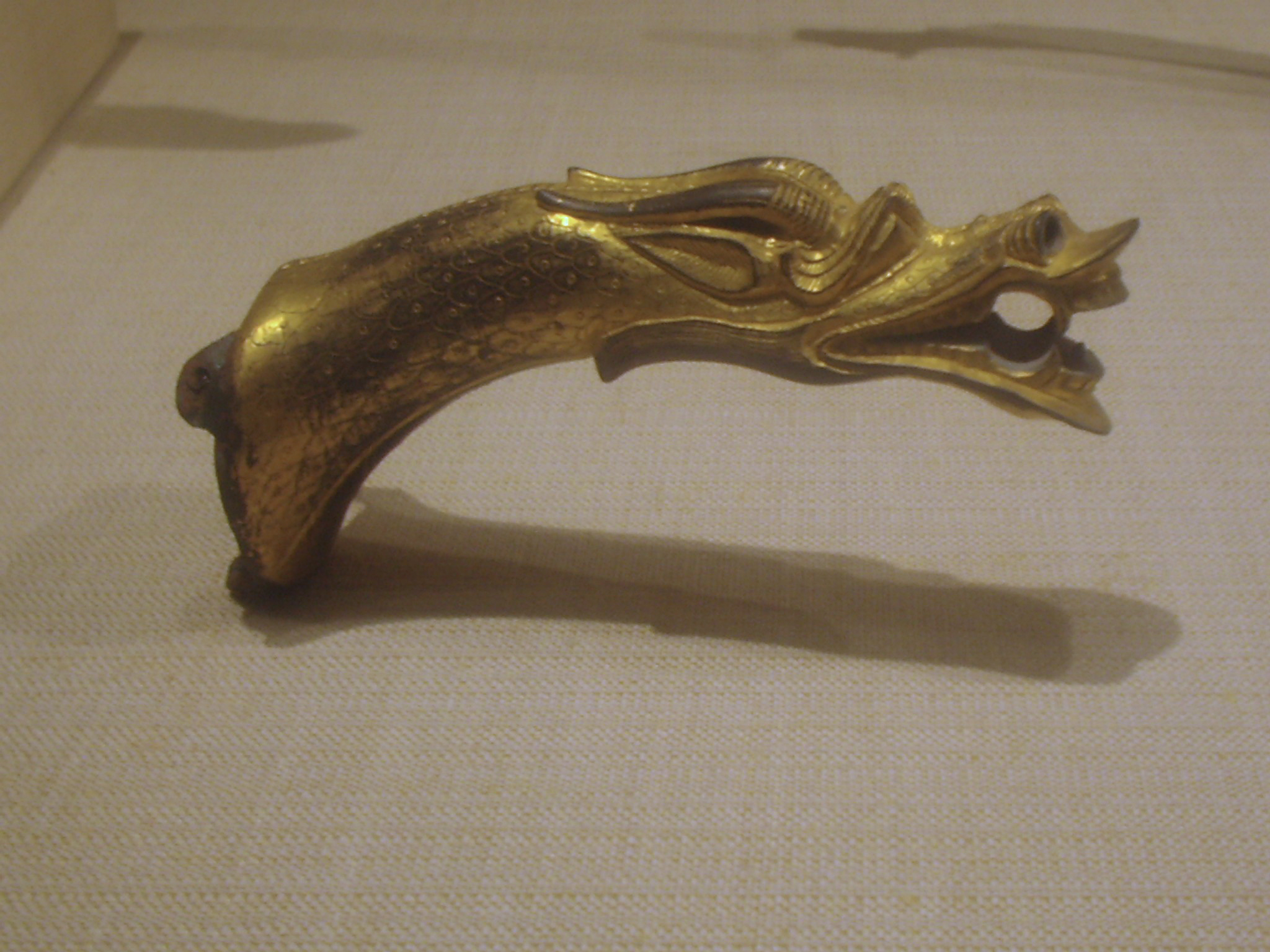
Un mànec de bronze daurat (amb restes de pigment roig) en la forma del cap d'un drac, fet durant la dinastia Han Oriental; depenent de les circumstàncies, el drac podia ser un símbol d'auguri, ja fóra bo o dolent per als emperadors Han.

En l'antiga Xina, i els governants de les dinasties Shang (c. 1600 aEC – c. 1050 aEC) i Zhou (c. 1050 aEC – 256 aEC) eren referits com reis (王 wang). Per l'època de la Dinastia Zhou, ell eren referits també com Fills del Cel (天子 Tianzi). Pel 221 aEC, el Rei de Qin, Ying Zheng, va conquerir i unificar tots els Regnes Combatents de l'antiga Xina. Per elevar-se per damunt dels reis de l'antiguitat de Shang i Zhou, ell va acceptar el nou títol d'emperador (皇帝 huangdi) i és conegut per la posteritat com el Primer Emperador de Qin (Qin Shi Huang). El nou títol d'emperador va ser creat mitjançant la combinació dels títols pels Tres Sobirans (Sanhuang) i els Cinc Emperadors (Wudi) de la mitologia xinesa. Aquest títol va ser utilitzat per cadascun dels successius governants de la Xina fins a la caiguda de la dinastia Qing en el 1911.

### Noms a títol pòstum, de temple, d'era
Des de la Dinastia Shang a la Sui (581–618 EC), els governants xinesos (tant reis/ducs com emperadors) eren referits pels seus noms a títol pòstum en els registres i en els textos històrics. Els noms de temple, van ser per primera vegada usat durant el regnat de l'Emperador Jing de Han (r. 157–141 aEC), més tard s'utilitzarien exclusivament en els registres i textos històrics en referir-se als emperadors que havien regnat durant les dinasties Tang (618–907 EC), Song (960–1279 EC), i Yuan (1271–1368 EC). Durant les dinasties Ming (1368–1644 EC) i Qing (1644–1911 EC), un sol nom d'era era usat per cada regnat d'emperador i es va convertir en la forma preferida de referir-se als emperadors Ming i Qing en els textos històrics.
L'ús del nom d'era era formalment adoptat durant el regnat de l'Emperador Wu de Han (r.141–87 aEC), encara que els seus orígens es remunten a més abans. El mètode més antic de registre d'anys—el qual havia existit des dels Shang—establí el primer any del regnat d'un governant com l'any u. Quan un emperador moria, el primer any del període d'un nou regnat començava. Aquest sistema va ser canviat al voltant del segle IV aEC quan el primer any del període d'un nou regnat no començava fins al primer dia de l'Any Nou lunar després de la mort d'un governant. Quan el Duc Huiwen de Qin va assumir el títol de rei en el 324 aEC, ell va canviar el compte d'anys del seu regnat de tornada al primer any.
Ja que els regents i les emperadrius vídues no van ser comptabilitzats oficialment com a emperadors de la dinastia Han, estan exclosos de la llista dels emperadors de a continuació.

## Emperadors
| Sobirans de la dinastia Han            |                                  |                                  |                                  |                   |                 |               |                      |
| Nom a títol pòstum                     | Nom a títol pòstum               | Nom personal                     | Nom personal                     | Període de regnat | Nom d'era       | Nom d'era     | Rang d'anys          |
| Dinastia Han Occidental 202 aEC – 9 EC |                                  |                                  |                                  |                   |                 |               |                      |
| Gaozu                                  | 高祖                             | Liu Bang                         | 劉邦                             | 202–195 aEC       | No va existir   | No va existir | No va existir        |
| Huidi                                  | 惠帝                             | Liu Ying                         | 劉盈                             | 195–188 aEC       | No va existir   | No va existir | No va existir        |
| Shaodi (Shaodi Gong)                   | 少帝                             | Liu Gong                         | 劉恭                             | 188–184 aEC       | No va existir   | No va existir | No va existir        |
| Shaodi (Shaodi Hong)                   | 少帝                             | Liu Hong                         | 劉弘                             | 184–180 aEC       | No va existir   | No va existir | No va existir        |
| Wendi                                  | 文帝                             | Liu Heng                         | 劉恆                             | 180–157 aEC       | Qíanyuán        | 前元          | 179–164 aEC          |
| Wendi                                  | 文帝                             | Liu Heng                         | 劉恆                             | 180–157 aEC       | Hòuyuán         | 後元          | 163–156 aEC          |
| Jingdi                                 | 景帝                             | Liu Qi                           | 劉啟                             | 157–141 aEC       | Qíanyuán        | 前元          | 156–150 aEC          |
| Jingdi                                 | 景帝                             | Liu Qi                           | 劉啟                             | 157–141 aEC       | Zhōngyuán       | 中元          | 149–143 aEC          |
| Jingdi                                 | 景帝                             | Liu Qi                           | 劉啟                             | 157–141 aEC       | Hòuyuán         | 後元          | 143–141 aEC          |
| Wudi                                   | 武帝                             | Liu Che                          | 劉徹                             | 141–87 aEC        | Jiànyuán        | 建元          | 141–135 aEC          |
| Wudi                                   | 武帝                             | Liu Che                          | 劉徹                             | 141–87 aEC        | Yuánguāng       | 元光          | 134–129 aEC          |
| Wudi                                   | 武帝                             | Liu Che                          | 劉徹                             | 141–87 aEC        | Yuánshuò        | 元朔          | 128–123 aEC          |
| Wudi                                   | 武帝                             | Liu Che                          | 劉徹                             | 141–87 aEC        | Yuánshòu        | 元狩          | 122–117 aEC          |
| Wudi                                   | 武帝                             | Liu Che                          | 劉徹                             | 141–87 aEC        | Yuándǐng        | 元鼎          | 116–111 aEC          |
| Wudi                                   | 武帝                             | Liu Che                          | 劉徹                             | 141–87 aEC        | Yuánfēng        | 元封          | 110–105 aEC          |
| Wudi                                   | 武帝                             | Liu Che                          | 劉徹                             | 141–87 aEC        | Tàichū          | 太初          | 104–101 aEC          |
| Wudi                                   | 武帝                             | Liu Che                          | 劉徹                             | 141–87 aEC        | Tiānhàn         | 天漢          | 100–97 aEC           |
| Wudi                                   | 武帝                             | Liu Che                          | 劉徹                             | 141–87 aEC        | Tàishǐ          | 太始          | 96–93 aEC            |
| Wudi                                   | 武帝                             | Liu Che                          | 劉徹                             | 141–87 aEC        | Zhēnghé         | 征和          | 92–89 aEC            |
| Wudi                                   | 武帝                             | Liu Che                          | 劉徹                             | 141–87 aEC        | Hòuyuán         | 後元          | 88–87 aEC            |
| Zhaodi                                 | 昭帝                             | Liu Fuling                       | 劉弗陵                           | 87–74 aEC         | Shǐyuán         | 始元          | 86–80 aEC            |
| Zhaodi                                 | 昭帝                             | Liu Fuling                       | 劉弗陵                           | 87–74 aEC         | Yuánfèng        | 元鳳          | 80–75 aEC            |
| Zhaodi                                 | 昭帝                             | Liu Fuling                       | 劉弗陵                           | 87–74 aEC         | Yuánpíng        | 元平          | 74 aEC               |
| El Príncep de Changyi                  | 昌邑王 o 海昏侯                  | Liu He                           | 劉賀                             | 74 aEC            | Yuánpíng        | 元平          | 74 aEC               |
| Xuandi                                 | 宣帝                             | Liu Bingyi                       | 劉病已                           | 74–49 aEC         | Běnshǐ          | 本始          | 73–70 aEC            |
| Xuandi                                 | 宣帝                             | Liu Bingyi                       | 劉病已                           | 74–49 aEC         | Dìjié           | 地節          | 69–66 aEC            |
| Xuandi                                 | 宣帝                             | Liu Bingyi                       | 劉病已                           | 74–49 aEC         | Yuánkāng        | 元康          | 65–61 aEC            |
| Xuandi                                 | 宣帝                             | Liu Bingyi                       | 劉病已                           | 74–49 aEC         | Shénjué         | 神爵          | 61–58 aEC            |
| Xuandi                                 | 宣帝                             | Liu Bingyi                       | 劉病已                           | 74–49 aEC         | Wǔfèng          | 五鳳          | 57–54 aEC            |
| Xuandi                                 | 宣帝                             | Liu Bingyi                       | 劉病已                           | 74–49 aEC         | Gānlù           | 甘露          | 53–50 aEC            |
| Xuandi                                 | 宣帝                             | Liu Bingyi                       | 劉病已                           | 74–49 aEC         | Huánglóng       | 黃龍          | 49 aEC               |
| Yuandi                                 | 元帝                             | Liu Shi                          | 劉奭                             | 49–33 aEC         | Chūyuán         | 初元          | 48–44 aEC            |
| Yuandi                                 | 元帝                             | Liu Shi                          | 劉奭                             | 49–33 aEC         | Yǒngguāng       | 永光          | 43–39 aEC            |
| Yuandi                                 | 元帝                             | Liu Shi                          | 劉奭                             | 49–33 aEC         | Jiànzhāo        | 建昭          | 38–34 aEC            |
| Yuandi                                 | 元帝                             | Liu Shi                          | 劉奭                             | 49–33 aEC         | Jìngníng        | 竟寧          | 33 aEC               |
| Chengdi                                | 成帝                             | Liu Ao                           | 劉驁                             | 33–7 aEC          | Jiànshǐ         | 建始          | 32–28 aEC            |
| Chengdi                                | 成帝                             | Liu Ao                           | 劉驁                             | 33–7 aEC          | Hépíng          | 河平          | 28–25 aEC            |
| Chengdi                                | 成帝                             | Liu Ao                           | 劉驁                             | 33–7 aEC          | Yángshuò        | 陽朔          | 24–21 aEC            |
| Chengdi                                | 成帝                             | Liu Ao                           | 劉驁                             | 33–7 aEC          | Hóngjiā         | 鴻嘉          | 20–17 aEC            |
| Chengdi                                | 成帝                             | Liu Ao                           | 劉驁                             | 33–7 aEC          | Yǒngshǐ         | 永始          | 16–13 aEC            |
| Chengdi                                | 成帝                             | Liu Ao                           | 劉驁                             | 33–7 aEC          | Yuányán         | 元延          | 12–9 aEC             |
| Chengdi                                | 成帝                             | Liu Ao                           | 劉驁                             | 33–7 aEC          | Suīhé           | 綏和          | 8–7 aEC              |
| Aidi                                   | 哀帝                             | Liu Xin                          | 劉欣                             | 7–1 aEC           | Jiànpíng        | 建平          | 6–3 aEC              |
| Aidi                                   | 哀帝                             | Liu Xin                          | 劉欣                             | 7–1 aEC           | Yuánshòu        | 元壽          | 2–1 aEC              |
| Pingdi                                 | 平帝                             | Liu Kan                          | 劉衎                             | 1–6 EC            | Yuánshǐ         | 元始          | 1–5 EC               |
| Ruzi                                   | 孺子                             | Liu Ying                         | 劉嬰                             | 6–9 EC            | Jùshè           | 居攝          | 6–8 EC               |
| Ruzi                                   | 孺子                             | Liu Ying                         | 劉嬰                             | 6–9 EC            | Chūshǐ          | 初始          | 8–9 EC               |
| Dinastia Xin (9–23 EC)                 |                                  |                                  |                                  |                   |                 |               |                      |
| Dinastia Xin de Wang Mang (王莽)       | Dinastia Xin de Wang Mang (王莽) | Dinastia Xin de Wang Mang (王莽) | Dinastia Xin de Wang Mang (王莽) | 9–23 EC           | Shǐjiànguó      | 始建國        | 9–13 EC              |
| Dinastia Xin de Wang Mang (王莽)       | Dinastia Xin de Wang Mang (王莽) | Dinastia Xin de Wang Mang (王莽) | Dinastia Xin de Wang Mang (王莽) | 9–23 EC           | Tiānfēng        | 天鳳          | 14–19 EC             |
| Dinastia Xin de Wang Mang (王莽)       | Dinastia Xin de Wang Mang (王莽) | Dinastia Xin de Wang Mang (王莽) | Dinastia Xin de Wang Mang (王莽) | 9–23 EC           | Dìhuáng         | 地皇          | 20–23 EC             |
| Continuació de la Dinastia Han         |                                  |                                  |                                  |                   |                 |               |                      |
| Geng Shidi                             | 更始帝                           | Liu Xuan                         | 劉玄                             | 23–25 EC          | Gēngshǐ         | 更始          | 23–25 EC             |
| Dinastia Han Oriental 25–220 EC        |                                  |                                  |                                  |                   |                 |               |                      |
| Guang Wudi                             | 光武帝                           | Liu Xiu                          | 劉秀                             | 25–57 EC          | Jiànwǔ          | 建武          | 25–56 EC             |
| Guang Wudi                             | 光武帝                           | Liu Xiu                          | 劉秀                             | 25–57 EC          | Jiànwǔzhōngyuán | 建武中元      | 56–57 EC             |
| Mingdi                                 | 明帝                             | Liu Zhuang                       | 劉陽                             | 57–75 EC          | Yǒngpíng        | 永平          | 57–75 EC             |
| Zhangdi                                | 章帝                             | Liu Da                           | 劉炟                             | 75–88 EC          | Jiànchū         | 建初          | 76–84 EC             |
| Zhangdi                                | 章帝                             | Liu Da                           | 劉炟                             | 75–88 EC          | Yuánhé          | 元和          | 84–87 EC             |
| Zhangdi                                | 章帝                             | Liu Da                           | 劉炟                             | 75–88 EC          | Zhānghé         | 章和          | 87–88 EC             |
| Hedi                                   | 和帝                             | Liu Zhao                         | 劉肇                             | 88–106 EC         | Yǒngyuán        | 永元          | 89–105 EC            |
| Hedi                                   | 和帝                             | Liu Zhao                         | 劉肇                             | 88–106 EC         | Yuánxīng        | 元興          | 105 EC               |
| Shangdi                                | 殤帝                             | Liu Long                         | 劉隆                             | 106 EC            | Yánpíng         | 延平          | 9 mesos en el 106 EC |
| Andi                                   | 安帝                             | Liu Hu                           | 劉祜                             | 106–125 EC        | Yǒngchū         | 永初          | 107–113 EC           |
| Andi                                   | 安帝                             | Liu Hu                           | 劉祜                             | 106–125 EC        | Yuánchū         | 元初          | 114–120 EC           |
| Andi                                   | 安帝                             | Liu Hu                           | 劉祜                             | 106–125 EC        | Yǒngníng        | 永寧          | 120–121 EC           |
| Andi                                   | 安帝                             | Liu Hu                           | 劉祜                             | 106–125 EC        | Jiànguāng       | 建光          | 121–122 EC           |
| Andi                                   | 安帝                             | Liu Hu                           | 劉祜                             | 106–125 EC        | Yánguāng        | 延光          | 122-125 EC           |
| Shaodi, el Marquès de Beixiang         | 少帝 o 北鄉侯                    | Liu Yi                           | 劉懿                             | 125 EC            | Yánguāng        | 延光          | 125 EC               |
| Shundi                                 | 順帝                             | Liu Bao                          | 劉保                             | 125–144 EC        | Yǒngjiàn        | 永建          | 126–132 EC           |
| Shundi                                 | 順帝                             | Liu Bao                          | 劉保                             | 125–144 EC        | Yángjiā         | 陽嘉          | 132–135 EC           |
| Shundi                                 | 順帝                             | Liu Bao                          | 劉保                             | 125–144 EC        | Yǒnghé          | 永和          | 136–141 EC           |
| Shundi                                 | 順帝                             | Liu Bao                          | 劉保                             | 125–144 EC        | Hàn'ān          | 漢安          | 142–144 EC           |
| Shundi                                 | 順帝                             | Liu Bao                          | 劉保                             | 125–144 EC        | Jiànkāng        | 建康          | 144 EC               |
| Chongdi                                | 沖帝                             | Liu Bing                         | 劉炳                             | 144–145 EC        | Yōngxī          | 永嘉          | 145 EC               |
| Zhidi                                  | 質帝                             | Liu Zuan                         | 劉纘                             | 145–146 EC        | Běnchū          | 本初          | 146 EC               |
| Huandi                                 | 桓帝                             | Liu Zhi                          | 劉志                             | 146–168 EC        | Jiànhé          | 建和          | 147–149 EC           |
| Huandi                                 | 桓帝                             | Liu Zhi                          | 劉志                             | 146–168 EC        | Hépíng          | 和平          | 150 EC               |
| Huandi                                 | 桓帝                             | Liu Zhi                          | 劉志                             | 146–168 EC        | Yuánjiā         | 元嘉          | 151–153 EC           |
| Huandi                                 | 桓帝                             | Liu Zhi                          | 劉志                             | 146–168 EC        | Yǒngxīng        | 永興          | 153–154 EC           |
| Huandi                                 | 桓帝                             | Liu Zhi                          | 劉志                             | 146–168 EC        | Yǒngshòu        | 永壽          | 155–158 EC           |
| Huandi                                 | 桓帝                             | Liu Zhi                          | 劉志                             | 146–168 EC        | Yánxī           | 延熹          | 158–167 EC           |
| Huandi                                 | 桓帝                             | Liu Zhi                          | 劉志                             | 146–168 EC        | Yǒngkāng        | 永康          | 167 EC               |
| Lingdi                                 | 靈帝                             | Liu Hong                         | 劉宏                             | 168–189 EC        | Jiànníng        | 建寧          | 168–172 EC           |
| Lingdi                                 | 靈帝                             | Liu Hong                         | 劉宏                             | 168–189 EC        | Xīpíng          | 熹平          | 172–178 EC           |
| Lingdi                                 | 靈帝                             | Liu Hong                         | 劉宏                             | 168–189 EC        | Guānghé         | 光和          | 178–184 EC           |
| Lingdi                                 | 靈帝                             | Liu Hong                         | 劉宏                             | 168–189 EC        | Zhōngpíng       | 中平          | 184–189 EC           |
| Shaodi, el Príncep de Hongnong         | 少帝 o 弘農王                    | Liu Bian                         | 劉辯                             | 189 EC            | Guāngxī         | 光熹          | 189 EC               |
| Shaodi, el Príncep de Hongnong         | 少帝 o 弘農王                    | Liu Bian                         | 劉辯                             | 189 EC            | Zhàoníng        | 昭寧          | 189 EC               |
| Xiandi                                 | 獻帝                             | Liu Xie                          | 劉協                             | 189–220 EC        | Yǒnghàn         | 永漢          | 189 EC               |
| Xiandi                                 | 獻帝                             | Liu Xie                          | 劉協                             | 189–220 EC        | Chūpíng         | 初平          | 190–193 EC           |
| Xiandi                                 | 獻帝                             | Liu Xie                          | 劉協                             | 189–220 EC        | Xīngpíng        | 興平          | 194–195 EC           |
| Xiandi                                 | 獻帝                             | Liu Xie                          | 劉協                             | 189–220 EC        | Jiàn'ān         | 建安          | 196–220 EC           |
| Xiandi                                 | 獻帝                             | Liu Xie                          | 劉協                             | 189–220 EC        | Yánkāng         | 延康          | 220 EC               |

## Anotacions
1. ↑  La forma convencional de referir-se a aquests governants en xinès és "Han + nom a títol pòstum" (per exemple "Han Wudi," "Han Jingdi"). Excepcions a aquesta regla inclouen Liu Gong, Liu Hong, Ruzi Ying, el Príncep de Changyi, el Marquès de Beixiang, el Príncep de Hongnong. They either died within a year of taking the throne, were removed from power within a year, or were very young and ruled over by a regent during their entire "reign".
2. ↑  Els anys del lunisolar calendar xinès no es corresponen exactament amb els anys donats en la columna pels noms d'era. Alguns anys donats en la taula també pertanyen to two reign periods because some era names were adopted before the beginning of the following year.

## Anotacions de peu
1. ↑  Paludan (1998), 34–36.
2. ↑  Beck (1986), 354-355.
3. ↑  de Crespigny (2007), 1216; Bielenstein (1980), 143; Hucker (1975), 149–150.
4. ↑  Wang (1949), 141–142.
5. ↑  Wang (1949), 141–143; Ch'ü (1972), 71; Crespigny (2007), 1216-1217.
6. ↑  de Visser (2003), 43–49.
7. 1 2  Wilkinson (1998), 105.
8. ↑  Wilkinson (1998), 105–106.
9. 1 2 3  Wilkinson (1998), 106.
10. ↑  Wilkinson (1998), 106–107.
11. ↑  Wilkinson (1998), 176.
12. ↑  Wilkinson (1998), 176–177.
13. 1 2  Wilkinson (1998), 177.
14. ↑  Pronunciació llatina, caràcters xinesos, i rang de dates provinent de Paludan (1998), 28 and Loewe (2000), 253–258.
15. ↑  Bo Yang (1977), 433–440.
16. ↑  Pronunciació llatina, caràcters xinesos, i rang de dates provinent de Paludan (1998), 28, 31.
17. ↑  Bo Yang (1977), 441-442.
18. 1 2 3  Pronunciació llatina, caràcters xinesos, i rang de dates provinent de Twitchett i Loewe (1986), xxxix.
19. ↑  Bo Yang (1977), 442–443.
20. ↑  Bo Yang (1977), 443.
21. 1 2  Pronunciació llatina, caràcters xinesos, i rang de dates provinent de Paludan (1998), 28, 33.
22. ↑  Bo Yang (1977), 444–446.
23. ↑  Bo Yang (1977), 446–447.
24. ↑  Bo Yang (1977), 447–448.
25. ↑  Bo Yang (1977), 449–452.
26. ↑  Bo Yang (1977), 452.
27. ↑  Pronunciació llatina, caràcters xinesos, i rang de dates provinent de Paludan (1998), 28, 36 i Loewe (2000), 273–280.
28. ↑  Bo Yang (1977), 452–453.
29. ↑  Bo Yang (1977), 454–455.
30. ↑  Bo Yang (1977), 456–457.
31. ↑  Bo Yang (1977), 457–459.
32. ↑  Bo Yang (1977), 459–460.
33. ↑  Bo Yang (1977), 460–462.
34. ↑  Bo Yang (1977), 463–464.
35. ↑  Bo Yang (1977), 467–468.
36. ↑  Bo Yang (1977), 468.
37. ↑  Bo Yang (1977), 468–470.
38. ↑  Bo Yang (1977), 470–471.
39. 1 2  Pronunciació llatina, caràcters xinesos, i rang de dates provinent de Paludan (1998), 40.
40. ↑  Bo Yang (1977), 471-472.
41. ↑  Bo Yang (1977), 472–473.
42. 1 2  Bo Yang (1977), 473.
43. ↑  Bo Yang (1977), 473–475.
44. ↑  Bo Yang (1977), 475.
45. ↑  Bo Yang (1977), 476.
46. ↑  Bo Yang (1977), 477.
47. ↑  Bo Yang (1977), 478–479.
48. ↑  Bo Yang (1977), 479–480.
49. ↑  Bo Yang (1977), 480.
50. 1 2 3 4 5  Pronunciació llatina, caràcters xinesos, i rang de dates de Paludan (1998), 40, 42.
51. ↑  Bo Yang (1977), 481–482.
52. ↑  Bo Yang (1977), 482–483.
53. ↑  Bo Yang (1977), 483–484.
54. ↑  Bo Yang (1977), 484.
55. ↑  Bo Yang (1977), 485–486.
56. ↑  Bo Yang (1977), 486–487.
57. ↑  Bo Yang (1977), 487.
58. ↑  Bo Yang (1977), 487–488.
59. ↑  Bo Yang (1977), 488–489.
60. 1 2  Bo Yang (1977), 489.
61. 1 2  Bo Yang (1977), 490.
62. ↑  Bo Yang (1977), 495. While traditional sources do not give a exact date when the Yuanshi era was announced, it was implied that the first year of Yuanshi did not start until the first month of the lunar calendar — ergo, in 1 AD. Vegeu, e.g., Ban Gu, Llibre de Han, [vol. 12.
63. ↑  Bo Yang (1977), 495–496.
64. ↑  Bo Yang (1977), 496; Wang Mang es va convertir en emperador al mes 12 de l'era Chushi, el qual es correlaciona amb el gener o el febrer de 9 EC.
65. ↑  Latin spelling, Chinese characters, and date range from Paludan (1998), 42–43.
66. ↑  Bo Yang (1977), 496–497.
67. ↑  Bo Yang (1977), 498–499.
68. ↑  Bo Yang (1977), 499–500.
69. ↑  Latin spelling, Chinese characters, and date range from de Crespigny (2007), 558–560.
70. ↑  Bo Yang (1977) 500–501.
71. ↑  Pronunciació llatina, caràcters xinesos, and date range from Paludan (1998), 44 and de Crespigny (2007), 557–566.
72. ↑  Bo Yang (1977), 501–509.
73. ↑  Bo Yang (1977), 509.
74. ↑  Latin spelling, Chinese characters, and date range from Paludan (1998), 44, 49 and de Crespigny (2007), 604–609.
75. ↑  Bo Yang (1977), 509–513.
76. ↑  Pronunciació llatina, caràcters xinesos, i rang de dates provinent de Paludan (1998), 44, 49 i de Crespigny (2007), 495–500.
77. ↑  Bo Yang (1977), 514–515.
78. ↑  Bo Yang (1977), 515–516.
79. ↑  Bo Yang (1977), 516.
80. ↑  Latin spelling, Chinese characters, and date range from Paludan (1998), 50 and de Crespigny (2007), 588–592.
81. ↑  Bo Yang (1977), 517–523.
82. ↑  Bo Yang (1977), 523.
83. ↑  Pronunciació llatina, caràcters xinesos, i rang de dates provinent de Paludan (1998), 50 i de De Crespigny (2007), 531.
84. ↑  Bo Yang (1977), 524.
85. ↑  Pronunciació llatina, caràcters xinesos, i rang de dates provinent de Paludan (1998), 50 i de De Crespigny (2007), 580–583.
86. ↑  Bo Yang (1977), 524–526.
87. ↑  Bo Yang (1977), 526–527.
88. 1 2  Bo Yang (1977), 528.
89. 1 2  Bo Yang (1977), 529.
90. 1 2  Latin spelling, Chinese characters, and date range from Twitchett and Loewe (1986), xl.
91. ↑  Latin spelling, Chinese characters, and date range from Paludan (1998), 50–51 and de Crespigny (2007), 473–478.
92. ↑  Bo Yang (1977), 530–531.
93. ↑  Bo Yang (1977), 532.
94. ↑  Bo Yang (1977), 532–534.
95. 1 2  Bo Yang (1977), 534.
96. 1 2  Latin spelling, Chinese characters, and date range from Paludan (1998), 50–51.
97. 1 2  Bo Yang (1977), 535.
98. ↑  Pronunciació llatina, caràcters xinesos, i rang de dates de Paludan (1998), 50–51 i de Crespigny (2007), 595–603
99. ↑  Bo Yang (1977), 535–536.
100. 1 2 3  Bo Yang (1977), 536.
101. ↑  Bo Yang (1977), 536–537.
102. ↑  Bo Yang (1977), 537–540.
103. ↑  Bo Yang (1977), 541.
104. ↑  Pronunciació llatina, caràcters xinesos, i rang de dates de Paludan (1998), 50, 52 i de Crespigny (2007), 511–517.
105. ↑  Bo Yang (1977), 541–542.
106. ↑  Bo Yang (1977), 542–543.
107. ↑  Bo Yang (1977), 543–545.
108. ↑  Bo Yang (1977), 545–547.
109. 1 2 3  Bo Yang (1977), 547.
110. ↑  Pronunciació llatina, caràcters xinesos, i rang de dates de Paludan (1998), 50, 55.
111. ↑  Bo Yang (1977), 547–550.
112. ↑  Bo Yang (1977), 551.
113. ↑  Bo Yang (1977), 552–564.
114. ↑  Bo Yang (1977), 564.